# Hedriodiscus nudifrons
Hedriodiscus nudifrons är en tvåvingeart som beskrevs av James 1953. Hedriodiscus nudifrons ingår i släktet Hedriodiscus och familjen vapenflugor. Inga underarter finns listade i Catalogue of Life.